# Blocco nervoso
Il blocco nervoso è un'alterazione transitoria della trasmissione nervosa, a fine diagnostico o terapeutico (anestesia locoregionale per chirurgia o terapia del dolore), ottenuta mediante somministrazione di agenti chimici (farmaci anestetici locali) o fisici (correnti elettriche, basse temperature).
Un blocco nervoso permanente può invece essere la conseguenza di una distruzione del tessuto nervoso.

## Tipologie
- Blocco di ramo: iniezione sottocutanea di un anestetico locale nell'area attorno al ramo da anestetizzare.
- Blocco di nervo periferico: iniezione di un anestetico locale nella vicinanza di un nervo periferico per anestetizzare la rispettiva area nervosa.
- Blocco di plesso: iniezione di un anestetico locale nella vicinanza di un plesso nervoso, spesso all'interno di un compartimento del tessuto che limita la diffusione della sostanza alla zona interessata. L'effetto anestetico si estende alle aree nervose di molti o tutti i nervi che originano dal plesso.

## Indicazioni
L'indicazione principale a un blocco nervoso periferico è la chirurgia: risulta particolarmente utile nella chirurgia ortopedica.
Di un blocco nervoso possono giovarsi i pazienti sofferenti di intenso dolore nella parte bassa del dorso (dorsalgia), di dolore al rachide cervicale (cervicalgia) di dolore lombare (lombalgia), di dolore sciatico (sciatalgia, spesso correlata ad ernia del disco intervertebrale o discopatia degenerativa), di stenosi spinale , di distrofia simpatica riflessa (una sindrome dolorosa dovuta ad una stimolazione del sistema nervoso autonomo, estremamente complessa da diagnosticare), di dolore da herpes zoster, dolore neoplastico, ed arteriopatia obliterante periferica.
Si può ricorrere ai blocchi nervosi sia in caso di trattamenti isolati, che per la necessità di iniezioni molteplici nell'arco di un determinato periodo di tempo, che in caso di infusioni continue. Un blocco nervoso periferico continuo, ad esempio, può essere eseguito per un arto che debba essere sottoposto ad un intervento chirurgico (come nel caso del blocco del nervo femorale per prevenire il dolore a seguito di un intervento di protesi del ginocchio).
Un blocco del nervo permanente può essere effettuato ricorrendo ad altri farmaci o metodi, e fra questi l'etanolo o il fenolo, idonei per distruggere selettivamente il tessuto nervoso. La crioanalgesia determina una distruzione da congelamento del nervo, mentre con l'ablazione a radiofrequenza la distruzione del tessuto nervoso avviene tramite lo sviluppo ed utilizzo di calore.

### Vantaggi
Il ricorso ad un blocco nervoso periferico offre diversi vantaggi rispetto all'anestesia generale.
- Il paziente durante la procedura può rimanere sveglio e respirare in autonomia, evitando in questo modo il pericolo di aspirazione del contenuto gastrico nei polmoni. Grazie a questa modalità anche i pazienti con reazioni avverse agli anestetici generali possono essere trattati con successo. Similmente, quei soggetti che soffrono di fastidiosi effetti collaterali secondari all'anestesia generale (ad esempio la nausea ed il vomito oppure l'eccessiva sonnolenza) vedono ridursi notevolmente il rischio di sviluppare questi sintomi. Inoltre non si pone la necessità di eseguire una intubazione tracheale, e pertanto è possibile evitarne le note complicanze.
- I nervi simpatici dell'arto che deve essere operato risultano anestetizzati, il che porta alla vasodilatazione di questa regione corporea. Questo fatto migliora il flusso di sangue all'arto interessato e rende le procedure chirurgiche microvascolari tecnicamente più facili.
- L'arto rimanere insensibile o scarsamente sensibile per diverse ore dopo l'intervento, la qual cosa fornisce un eccellente sollievo dal dolore.
- Le strutture superficiali e profonde dell'arto risultano anestetizzate, permettendo così un'ampia esplorazione e le eventuali necessarie correzioni chirurgiche.

## Procedura

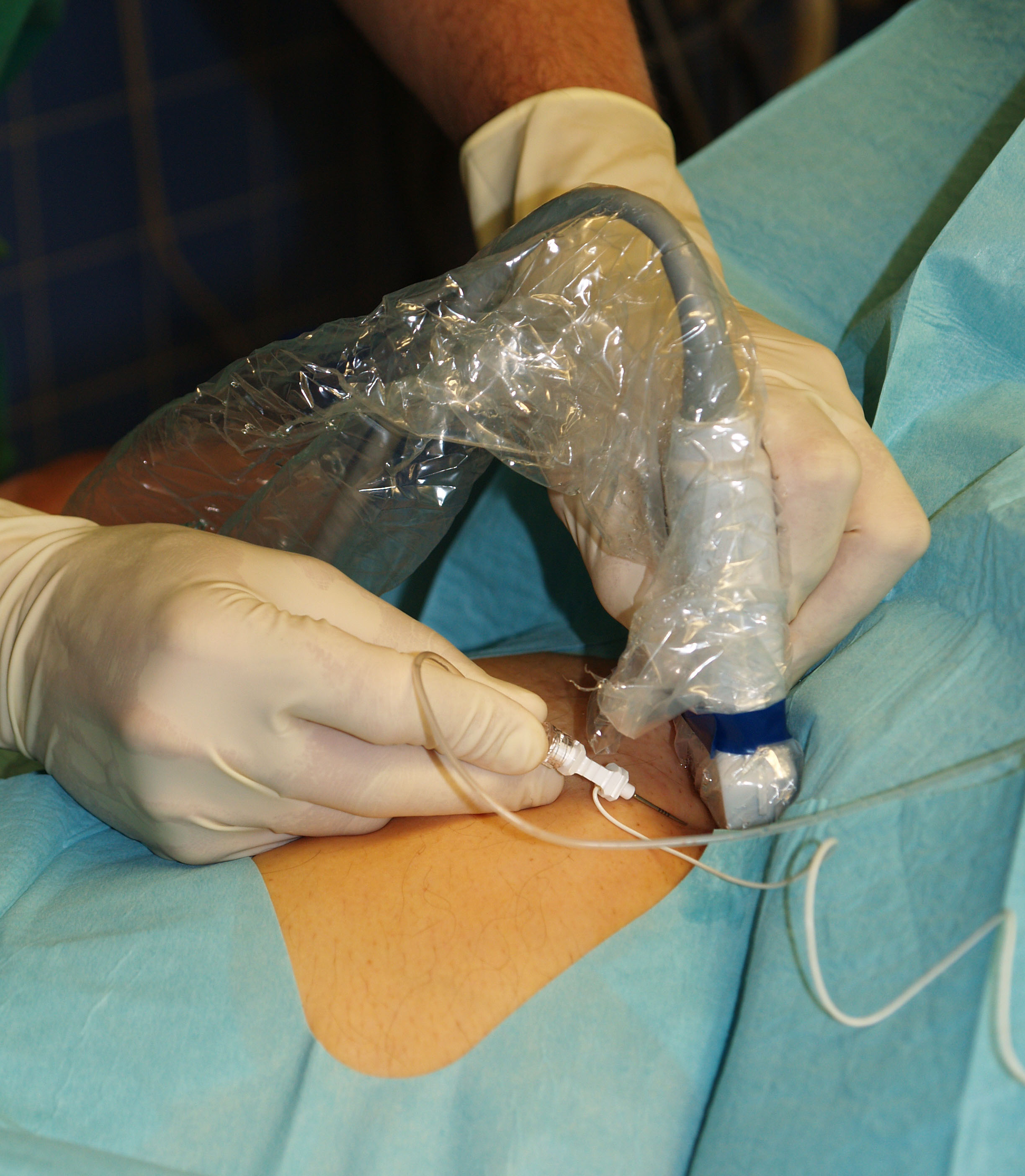
L'ecografia può essere utilizzata nel guidare un blocco nervoso femorale.

Blocchi nervosi temporanei si possono ottenere iniettando una miscela di farmaci quali un anestetico locale con un corticosteroide, o epinefrina od un oppiaceo.
L'epinefrina è un vasocostrittore, e conseguentemente ritarda la diffusione sistemica dell'anestetico e delle altre sostanze; gli steroidi possono aiutare a ridurre e tenere sotto controllo un'eventuale infiammazione; gli oppioidi contribuiscono con le loro caratteristiche di antidolorifico.
I blocchi nervosi sono procedure sterili. La procedura può essere eseguita con l'ausilio di una ecografia, l'elettrostimolazione, fluoroscopia o TC.
L'uso di una modalità di imaging consente al medico di visualizzare con più sicurezza e precisione il corretto posizionamento dell'ago.